# Верхний Бол
Верхний Бол (или Верхний Боли, осет. Уæллаг Бол, груз. ზემო ბოლი — Земо-Боли) — село в Закавказье, расположено в Ленингорском районе Южной Осетии, фактически контролирующей село; согласно юрисдикции Грузии — в Ахалгорском муниципалитете.

## География
Село находится к западу от райцентра Ленингор (Ахалгори) на противоположном правом берегу реки Ксани (Чисандон).

## Население
Село населено этническими грузинами и осетинами. По данным 1959 года в селе жило 149 жителей — в основном грузины. По данным переписи 2002 года (проведённой властями Грузии, контролировавшей восточную часть Ленингорского/Ахалгорского района на момент проведения переписи), в селе жило 212 жителей, из которых осетины составили 54 % (около 114 человек), грузины - 46 % (около 98 человек).

## История
В период южноосетинского конфликта в 1992—2008 гг. село входило в состав восточной части Ленингорского района, находившейся в зоне контроля Грузии. После войны в августе 2008 года село перешло под контроль властей РЮО.

## Топографические карты
- Лист карты K-38-65 Ленингори. Масштаб: 1 : 100 000. Издание 1979 г.